# Eskilstuna Basket
Eskilstuna Basket, startad 1956, är en basketklubb från Eskilstuna i Sverige.
Klubben har en omfattande ungdomsverksamhet och arrangerar sedan 1986 varje år Sveriges (sett till antalet deltagande lag) största ungdomscup: Eskilstuna Basket Cup (som tidigare hette" Eskilstuna Energi och Miljö Cup", "Billys Basket Cup" och Dumle Cup).   
Klubbens internserie på Easy Basket-nivå spelas i stadsdelslag och mot närliggande städer som Köping och Västerås. 
De två träningshallar som används mest är Bollhuset (mellan motorvägen  och Årby) och Stiga Arena på Munktellområdet.